# Chemisches Zentralblatt
Chemische Zentralblatt — найстаріший реферативний журнал у галузі хімії, тематично схожий на англомовний Chemical Abstracts.
Chemische Zentralblatt заснували видавець Леопольд Фосс і фізик і натурфілософ Густав Теодор Фехнер у Німеччині 14 січня 1830 року під назвою Pharmaceutisches Central-Blatt. Журнал припинив існування у 1969 році, хоча покажчики виходили до 1972 року.
За 140-річну історію прогрес хімії та хімічної технології було описано на 650 000 сторінках, і близько 180 000 сторінок індексів (автор, тема, формула, патент, індекс зворотних цитат), які використовувалися для систематичного доступу до реферованої первинної літератури. Під кінець його видавали Akademie-Verlag (Берлін) і Verlag Chemie від імені Німецької академії наук у Берліні, Хімічного товариства Німецької Демократичної Республіки (НДР), Академії наук у Геттінгені та Товариство німецьких хіміків (GDCh). У стислих рефератах щотижня повідомлялося про публікації у німецьких і зарубіжних спеціалізованих журналах, а також книжкову та патентну літературу. Фрагменти були розподілені по предметних групах.
Занепад видання стався внаслідок Другої світової війни, коли лише обмежена кількість англомовних журналів потрапляла до Німеччини. Після закінчення війни в 1945 році відставання скорочувалось повільно, що було ще більше ускладнено розколом Німеччини, а отже, і редакції Zentralblatt (Схід і Захід). Крім того, німецька мова неухильно втрачала значення в міжнародній хімії.
Сучасний провідний американський реферативний довідник Chemical Abstracts почав свою діяльність лише в 1907 році. Таким чином, часто більш детальні звіти в старих томах Chemisches Zentralblatt все ще корисні для дослідження.
Chemische Zentralblatt тепер повністю оцифрований і доступний як повнотекстова версія з можливістю пошуку. На основі цього також була розроблена база даних в Інтернеті, в якій можна шукати та відображати вміст Chemisches Zentralblatt за допомогою пошуку хімічної структури.